# 임실 신흥사 대웅전
임실 신흥사 대웅전(任實 新興寺 大雄殿)은 대한민국 전북특별자치도 임실군, 신흥사에 있는 대웅전이다. 1985년 8월 16일 전라북도의 유형문화재 제112호로 지정되었다.

## 개요
신흥사는 사자산 남쪽 기슭에 있는 절로 성왕 7년(529)에 지었다는 설과 신라 말기에 진감국사가 지었다는 설이 있으나 자세히 알 수는 없다. 여러 차례 수리가 있었으며 전성기에는 300여 명의 승려가 머물렀던 큰 절이었다.
신흥사 대웅전은 절의 중심에 있으며 석가모니를 모시는 법당이다.
앞면 3칸·옆면 3칸으로 지붕 옆면이 사람 인(人)자 모양인 맞배집이다. 기단은 자연석 기단이며, 기둥은 가운데만 굵은 배흘림 기둥으로 모서리 기둥은 다른 기둥에 비해 매우 크다. 기둥의 높이가 평면 규모에 비해 낮아서 상대적으로 지붕이 커 보인다. 가운데 칸은 4짝 미닫이로 빗살문이며, 양쪽 칸은 3짝 미닫이 빗살문으로 되어있다. 기둥 위에서 지붕 처마를 받치는 공포가 기둥 위와 기둥 사이에도 있는 다포계양식이다. 가운데 칸은 2개의 공포가 있고, 양쪽 칸은 1개의 공포로 이루어져 있다.
대웅전은 여러 차례의 수리를 하였고, 조각수법은 화려하지 않지만 백제 때의 건축양식을 그대로 지니고 있어 문화재적인 가치가 크다.

## 같이 보기
- 신흥사

## 참고 자료
- 신흥사대웅전 - 국가유산청 국가유산포털
- 신흥사 대웅전 보관됨 2014-05-31 - 웨이백 머신 - 임실군 문화관광